# Église Saint-André d'Arinsal
L'église Saint-André (catalan : església de Sant Andreu) est un édifice religieux catholique situé dans le village d'Arinsal en Andorre.

## Situation
L'église se situe au cœur du village d'Arinsal, au sein de la paroisse de La Massana en Andorre.

## Histoire
La construction de l'église a eu lieu au XVIIe siècle,. Une restauration intégrale a eu lieu entre 1963 et 1964 dirigée par l'architecte catalan Cèsar Martinell,. L'église a été représentée sur un timbre andorran émis en 1992 et dessiné par Ève Luquet.

## Architecture
L'église, tout comme son clocher, possède un plan de base quadrangulaire,,. Elle est construite directement sur un socle rocheux, et sa façade principale est orientée au sud. Le style architectural dominant de l'édifice est le baroque. Une peinture du XVIIIe siècle est visible à l'intérieur.